# 巫渓県
巫渓県（ふけいけん）は中華人民共和国重慶市に位置する県。

## 地理
大巴山脈の北部に位置する。

## 行政区画
下部に2街道、18鎮、12郷を管轄する。
- 街道:寧河街道、柏楊街道
- 鎮:城廂鎮、鳳凰鎮、寧廠鎮、上磺鎮、古路鎮、文峰鎮、徐家鎮、白鹿鎮、尖山鎮、下堡鎮、峰霊鎮、塘坊鎮、朝陽鎮、田壩鎮、通城鎮、菱角鎮、蒲蓮鎮、土城鎮
- 郷:勝利郷、大河郷、天星郷、長桂郷、魚鱗郷、烏竜郷、中崗郷、花台郷、蘭英郷、双陽郷、中梁郷、天元郷

## 交通

### 道路
- 高速道路
  -  安来高速道路（中国語版）
- 国道
  - G242国道（中国語版）
  - G347国道（中国語版）
- 省道
  - 102省道、106省道、201省道

## 特産
- ビーフジャーキー、オニノヤガラ、老陰茶など

## 健康・医療・衛生
- 巫渓県人民医院
- 巫渓県中医院